# Ivan Fedotov
Pour les articles homonymes, voir Fedotov.
Ivan Dmitrievitch Fedotov  (en russe : Ива́н Дми́триевич Федо́тов), né le 28 novembre 1996 à Lappeenranta en Finlande, est un joueur professionnel russe de hockey sur glace. Il évolue au poste de gardien de but.

## Biographie

### Carrière en club
Ivan Fedotov est né en Finlande, le pays d'origine de sa mère. Il grandit à Saint-Pétersbourg en Russie. Il est formé au SKA Saint-Pétersbourg et a également joué dans les écoles du HK CSKA Moscou. En 2012-2013, il porte les couleurs du Kristall Elektrostal dans la Pervaïa Liga. Il est choisi au cinquième tour, en 156e position par le Neftekhimik Nijnekamsk lors du repêchage d'entrée dans la KHL 2013. Le 12 décembre 2014, il joue ses premières minutes dans la KHL avec le Neftekhimik face au Sibir Novossibirsk. Lors du repêchage d'entrée dans la LNH 2015, il est choisi au septième tour, à la cent-quatre-vingt-huitième position au total par les Flyers de Philadelphie. Il poursuit sa progression dans la VHL avec le Toros Neftekamsk à partir de 2016. De 2019 à 2021, il évolue sous les couleurs du Traktor Tcheliabinsk. Il est signe ensuite au HK CSKA Moscou. Fedotov est le gardien titulaire qui remporte la Coupe Gagarine 2022. Le 7 mai 2022, il signe un contrat d'un an avec les Flyers de Philadelphie.

### Arrestation en 2022
Le 1er juillet 2022, dans le contexte de l'invasion de l'Ukraine par la Russie, Ivan Fedotov est arrêté sur un parking de Saint-Pétersbourg,. Selon des informations non vérifiables, il se trouverait à Severomorsk, une ville fermée et un port de l'oblast de Mourmansk dans le nord de la Russie. Severomorsk est aussi la principale base navale de la Flotte du Nord de la marine militaire russe et Fedotov y passerait son service militaire, obligatoire pour les hommes russes âgés de 18 à 27 ans. Finalement, il a été envoyé à Severodvinsk pour faire son service militaire.

### Retour au jeu
À l'issue de son service militaire, Fedotov signe un contrat de deux ans avec le CSKA Moscou. Son contrat avec les Flyers de Philadelphie étant valide pour la saison 2023-2024, le CSKA Moscou est sanctionné par la Fédération internationale de hockey sur glace et Fedotov est suspendu du 1er septembre 2023 au 31 décembre 2023.
À l'issue de la saison 2023-2024, son contrat avec le CSKA Moscou est annulé. Fin mars 2024, Fedotov part en Amérique du Nord et se joint aux Flyers de Philadelphie et dès le 30 mars, il est la doublure de Samuel Ersson face aux Blackhawks de Chicago.
Le 1 avril 2024, Fedotov il joue son premier match dans la Ligue nationale de hockey face aux Islanders de New York lors d'une défaite 4-3 en prolongation durant laquelle le gardien russe remplace Ersson dans la cage des Flyers à l'entame la deuxième période.
Le 23 avril 2024, il signe un nouveau contrat de deux ans avec les Flyers d'un montant de 6,5 millions de dollars.

### Carrière internationale
Il représente la Russie au niveau international. 
Il est le gardien titulaire du comité olympique russe lors des Jeux olympiques 2022 conclus par une médaille d'argent.